# Kvinnornas folkförsamling
Kvinnornas folkförsamling, i original Ἐκκλησιάζουσαι är en komisk pjäs av Aristofanes, skriven år 391 f.Kr.
Pjäsen påminner om Lysistrate såtillvida att en stor del av komiken härrör i att kvinnor blandar sig i politiken — i det här fallet kommer kvinnorna till folkförsamlingen iförda lösskägg och manskläder och röstar för att överföra all makt åt kvinnorna.